# Comté de Vaudémont
1070–1508
Entités précédentes :
- Duché de Lorraine

Entités suivantes :
- Duché de Lorraine et de Bar

Le comté de Vaudémont est un ancien fief du duché de Lorraine durant le Moyen Âge.

## Histoire du comté
À la mort de Gérard d'Alsace, duc de Lorraine, son fils Thierry II se trouve en compétition avec Louis de Montbéliard, comte de Bar, issu d'une ancienne lignée de duc de Haute-Lotharingie. Son frère cadet Gérard de Lorraine revendique également une part de l'héritage paternel. Pour se le concilier, Thierry II lui accorde le Saintois, Pagus suggentesis (ou suentesis), situé autour du bourg de Vaudémont, que l'empereur Henri IV érige en comté.
Le comté est ensuite transmis à ses descendants, dont certains s'illustrent aux croisades. Par exemple, Hugues Ier de Vaudémont, parti avec la seconde croisade resta si longtemps en Terre sainte qu'on le crut mort. Il revint en 1153.
En 1176, le duc Simon II de Lorraine, sans enfant, décide de déshériter son frère Ferry, comte de Bitche au profit de son neveu (fils de Ferry), également prénommé Ferry.
En 1202, pour obtenir le soutien du comte Thiébaut Ier de Bar, le duc de Lorraine lui cède la suzeraineté sur le comté de Vaudémont. Cela n'empêche pas le comte de Vaudémont de suivre sa propre politique et on le voit, lors de la guerre de succession de Champagne, soutenir Érard de Brienne contre Thibaut IV de Champagne, le candidat de son suzerain.

Comtes de Vaudémont et sires de Joinville (1355-1418).

En 1265 le comte Henri Ier accompagne Charles d'Anjou à la conquête du royaume de Sicile et reçoit le 16 février 1271 le comté d'Ariano que ses fils tiendront ensuite.
Le comte Henri IV est tué à la bataille de Crécy le 26 août 1346 de Vaudémont et son père, encore vivant, lègue le comté à Henri V de Joinville, fils de sa fille Marguerite. Celui-ci n'a qu'une fille Marguerite de Joinville, qui épouse Ferry de Lorraine, frère du duc Charles II. Ils ont un fils qui leur succède Antoine de Vaudémont.

Comtes de Vaudémont de la maison de Lorraine (1393-1473).

Charles II de Lorraine meurt en 1431. Il laisse deux filles dont l'aînée  Isabelle a épousé René Ier d'Anjou, duc de Bar. Antoine de Vaudémont, neveu du duc défunt en ligne masculine, revendique la succession. Il s'allie à Philippe le Bon, duc de Bourgogne et bat René d'Anjou à Bulgnéville le 2 juillet 1431. Dix ans plus tard, Antoine renonce à la Lorraine par un traité, mais se voit accorder l'indépendance du comté de Vaudémont, et Ferry II, fils d'Antoine, épouse Yolande d'Anjou, fille de René et d'Isabelle. Leur fils René II de Lorraine hérite du comté de Vaudémont en 1470, du duché de Lorraine en 1473 et du duché de Bar en 1480, unifiant ses territoires voisins et si souvent ennemis. Il rattache définitivement le comté de Vaudémont au duché de Lorraine.
Par la suite, des ducs de Lorraine accordent le titre de comte de Vaudémont à des fils cadets ou légitimés, comme Charles Henri de Lorraine, (1649-1723) fils légitimé du duc Charles IV de Lorraine et de Béatrix de Cusances, gouverneur du Milanais porta le titre de prince de Vaudémont, tout comme son fils, Charles-Thomas, mort avant lui en 1704.

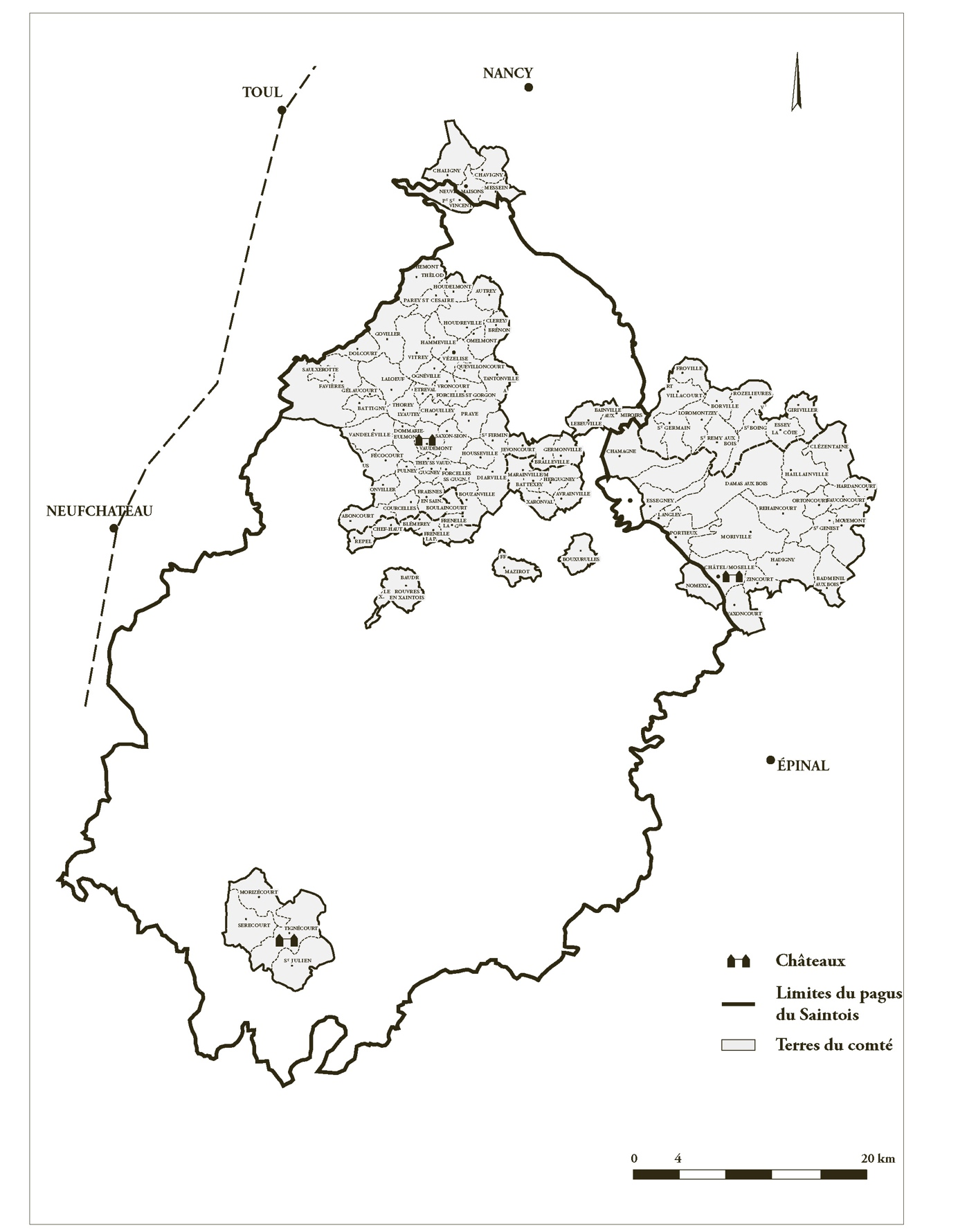
Carte du comté de Vaudémont vers 1100 publiée dans l'ouvrage Autour des comtes de Vaudémont de Gérard Giuliato aux Editions de l'Université de Lorraine

Le dernier prince de Vaudémont fut Joseph-Marie de Lorraine (1759-1812), descendant des ducs de Guise, de la branche des ducs d'Elbeuf. Son épouse Louise de Montmorency-Logny (1763-1832), la « princesse de Vaudémont », fut une grande amie de Talleyrand.